# Новоселівка (зупинний пункт, Південна залізниця)
Новосе́лівка — пасажирська зупинна залізнична платформа Харківського залізничного вузла Південної залізниці. Розташована біля Вагонної вулиці. Зупинна платформа розташована у Новобаварському районі Харкова у історичній місцевості Новоселівка. Платформа розміщується після залізничної станції Харків-Пасажирський (відстань 3 км). Від Новоселівки шляхи розходяться у бік Люботина, Золочева, Основи, Мерефи. Потяги далекого прямування, а також деякі приміські по платформі Новоселівка не зупиняються.

## Шляховий розвиток
Зупинний пункт розташований на території станції Харків-Пасажирський, посадочними платформами обладнані її шляхи 1ЮА, 2ЮА, 3ЮА, 4ЮА і 5ЮА.
До середини 1980-х років Новоселівка була самостійною станцією.

## Споруди

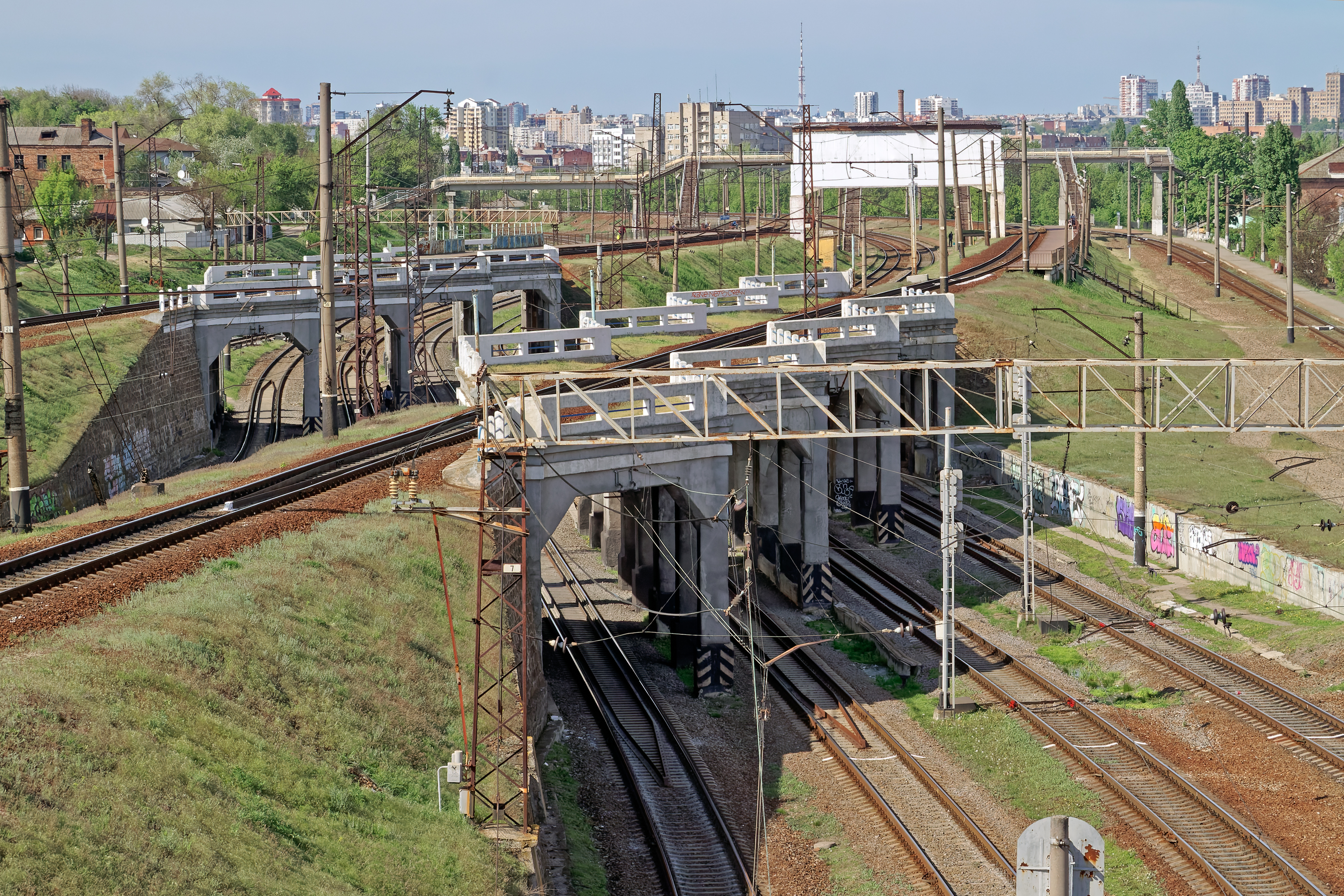
Колії та мости біля станції

Будівля вокзалу з касою (працює цілодобово, організовано продаж квитків на поїзди далекого сполучення), косметичний ремонт проведений в 2002 р., пішохідні мости (виходами до потягів обладнаний тільки Північний), будівля критого переходу над шляхами 3ЮА і 4ЮА (не працює), буфет, а також вбиральня.

## Потяги
Ділянка Харків — Мерефа обслуговується моторвагонним депо Харків (електропоїзди ЕР2, ЕР2Р, ЕР2Т) та моторвагонним депо Люботин (електропоїзди ЕР2). Ділянки Харків — Нова Баварія, Харків — Шпаківка обслуговуються виключно електропоїздами ЕР2 моторвагонного депо Люботин. Ділянка Харків — Основа обслуговується обома депо. У парному напрямку поїзди йдуть до станції Харків-Пасажирський, в непарному — до станцій Мерефа, Зміїв, Борки, Лихачове, Біляївка, Лозова, Власівка, Красноград, Савинці, Ізюм, Есхар, Коробочкіно, Люботин, Люботин-Західний, Огульці, Полтава-Південна, Мерчик, Смородине, Золочів, Одноробівка.